# 蓋文達
蓋文達（？—？），冀州信都人，唐代大儒。

## 生平
師從劉焯。與兄弟蓋文懿皆名儒，人稱二蓋。文達博覽群書，尤精於三家《春秋》，入唐後由文學殿學士升諫議大夫，拜崇賢學士。刺史竇抗曾召集諸生，跟他進行辯論。當時大儒劉焯、劉軌思、孔穎達等人均在現場。文達對答如流，竇抗覺得好奇，問他是跟作學問的。劉焯說這個人的學問，出於自然，並無門戶之見。